# Christopher Cockerell
Christopher Sydney Cockerell (4. června 1910, Cambridge – 1. června 1999, Hythe) byl anglický technik a vynálezce. Proslul především vynálezem vznášedla. Krom toho vynalezl tzv. Cockerellův vor, hydraulický přístroj, který může být užíván k výrobě elektrické energie.

## Život
Jeho otec pracoval jako správce Fitzwillianova muzea. Christopher se již jako malý kluk nadchl pro techniku a stroje, vylepšil kupříkladu matčin šicí stroj. Vystudoval mechaniku a elektroniku na nejstarší koleji univerzity v Cambridgi, na Peterhouse. Po studiích pracoval pro Radio Research Company a posléze pro Marconi Company, kde se podílel i na vývoji radaru. Po odchodu od Marconiho si koupil firmu na výrobu lodí. Začal lodě technicky zdokonalovat a u té příležitosti ho napadlo, že kdyby se loď za pomoci vzduchového polštáře zvedla nad hladinu, mohla by dosahovat mnohem vyšší maximální rychlosti. Roku 1955 postavil pracovní model z balzového dřeva a podal svůj první patent vznášedla (GB 854211). Soukromý sektor o vynález neměl zájem, tak se Cockerell obrátil na britskou vládu. Ta ho zařadila na tajný seznam vojenských projektů, ale reálný zájem o vývoj neměla. Tajným projektem bylo vznášedlo do roku 1958. Poté, co se objevily informace o vývoji podobných zařízení v kontinentální Evropě, projekt byl odtajněn a předán státní organizaci National Research Development Corporation. 11. června 1959 byl veřejnosti představen prototyp SR-N1. Plavidlo bylo schopné nést čtyři muže a dosahovat rychlost 28 mil za hodinu. 25. července 1959, v den výročí slavného Blériotova letu, prototyp překročil Lamanšský průliv mezi Calais a Doverem. Plavba trvala dvě hodiny a tři minuty. Záhy byla založena společnost Hovercraft Development, jejímž se Cockerell stal technickým ředitelem. Podílel se pak na mnohých vylepšeních vznášedla. Užíváno bylo zejména v Lamanšském průlivu, který nakonec překonávalo za půl hodiny. Roku 2000 však provoz skončil, vznášedlo bylo vytlačeno železnicí a moderními loděmi.